# Amtsblatt der Königlichen Regierung zu Oppeln
Amtsblatt der Königlichen Regierung zu Oppeln (Kartki urzędowe Królewskiej Regencyji w Opolu) – dziennik urzędowy o charakterze edukacyjno-informacyjnym wydawany w Rejencji Opolskiej od 1816.
Publikacje amtsblattów rozpoczęły się w maju 1816 na podstawie rozporządzenia władz pruskich. Ze względu na ludność polską, mającą problem z przyswajaniem języka niemieckiego, w latach 1816-1836, były drukowane zarówno w języku niemieckim, jak również polskim. Tłumaczenia podjął się Jan Samuel Richter.
Dziennik zawierał wiele słów zgermanizowanych, jak również wyrazów z gwary śląskiej. Amtsblatty były pismem, które zajmowało się jedynie bieżącą problematyką Górnego Śląska. Pismo ułatwiało rządzenie rejencją i pozwalało ludności na zapoznanie się ze zmianami administracyjnymi, gospodarczymi, przemysłowymi i wieloma innymi. Od 1819 obowiązywał nakaz czytania ich na sesjach magistratu i w gromadach wiejskich.